# Максимиха (Вологодская область)
Максимиха — деревня в Харовском районе Вологодской области.
Входит в состав Кубенского сельского поселения, с точки зрения административно-территориального деления — в Кубинский сельсовет.
Расстояние до районного центра Харовска по автодороге — 28 км, до центра муниципального образования Сорожина по прямой — 17 км. Ближайшие населённые пункты — Колыбаниха, Гора, Федоровское, Коркинское, Зимница, Кудрявцево.
По переписи 2002 года население — 1 человек.